# Universitetet i Stavanger
Universitetet i Stavanger (förkortat UiS) är Norges femte universitet. Det etablerades den 1 januari 2005, då Høgskolen i Stavanger (HiS) fick universitetsstatus efter regeringsbeslut.
Universitetsområdet ligger på Ullandhaug i Stavanger, och de flesta institutioner och avdelningar är också placerade där. Rektor är sedan augusti 2019 Klaus Mohn.

## Verksamhet
Hösten 2022 hade universitetet 12 505 studenter och hade 2018 cirka 1 600 anställda. Universitetet var 2022 organiserat i sju fakulteter:
- Det helsevitenskapelige fakultet (1 550 studenter hösten 2022)
- Det samfunnsvitenskapelige fakultet (2 345)
- Det teknisk-naturvitenskapelige fakultet (2 995)
- Divisjon for utdanning (695)
- Fakultet for utdanningsvitenskap og humaniora (3 205)
- Fakultet for utøvende kunstfag (260)
- Handelshøyskolen ved UiS (1 460)

Arkeologisk museum i Stavanger(no) är sedan 2009 en del av universitetet. Museet var fram till 1975 del av Stavanger Museum, med rötter till 1877. Universitetet är även delägare av det statliga bolaget Norwegian Research Centre(no) (NORCE), bildat 2017.

## Historik
Høgskolen i Stavanger (HiS), som var föregångaren till universitetet, bildades formellt den 1 augusti 1994, då följande sex statliga och en privat högskola i Stavanger slogs samman till ett lärosäte:
- Høgskolesenteret i Rogaland(no), tidigare Rogaland Distriktshøgskole(no) grundad 1969 i centrum och flyttad runt 1975 till Ullandhaug,
- Norsk Hotellhøgskole(no), grundad i privat regi i Bergen 1912,
- Stavanger Lærerhøgskole(no),
- Rogaland Musikkonservatorium(no),
- Sosialhøgskolen i Stavanger(no) och
- Stavanger Sykepleierhøgskole(no).

Universitet i Stavanger blev det första i Norge som gavs status som universitet efter en omfattande kvalitetsutvärdering av undervisning och forskning. Den tillsatta utvärderingskommittén tillstyrke i juli 2004 statusförändringen av Høgskolen i Stavanger, och månaden därpå kom det NOKUT (statligt kvalitetsgranskningsorgan inom utbildningsväsendet) till samma slutsats. 29 oktober samma år godkände en regeringskonselj etableringen som universitet, och 1 januari 2005 startade denna verksamheten.
Universitetet i Stavanger blev i oktober 2012 medlem av European Consortium of Innovative Universities (ECIU); denna organisation kan endast ha ett universitet per land som medlem. 2018 var UiS Norges tredje högst rankade universitet, räknat på antal publiceringspoäng per fackanställd.

## Rektorer
- 1994-2000: Erik Leif Eriksen
- 2000-2003: Per Dahl(no)
- 2003-2007: Ivar Langen(no) (HiS till 2005)
- 2007-2011: Aslaug Mikkelsen(no)
- 2011-2015: Marit Boyesen(no)
- 2016-2019: Marit Boyesen (omvald)
- 2019-: Klaus Mohn